# Maria Senserrich i Guitart
Maria Senserrich i Guitart (Igualada, 1980) llicenciada en Administració i direcció d'empreses, i especialitzada en gestió pública. Va ser diputada al Parlament de Catalunya en la IX, X i XI Legislatures.

## Biografia
És llicenciada en Administració i Direcció d'Empreses per la Universitat de Barcelona, i Postgrau de Direcció Campanyes Electorals. Viu en parella i és mare de família. Filla d'Enric Senserrich, polític Igualadí, del mateix partit.
Va començar a militar a Convergència Democràtica de Catalunya el 2001 i a la Joventut Nacionalista de Catalunya el 2003. Forma part del Comitè Executiu Local de CDC a Igualada i del Comitè Executiu Comarcal.
Fou elegida regidora de l'ajuntament d'Igualada a les eleccions municipals espanyoles de 2007. Fou elegida diputada a les eleccions al Parlament de Catalunya de 2010, formant part del grup parlamentari de Convergència i Unió. Des del passat 25 de març de 2012, és la responsable de la Secretaria de Coordinació Sectorial de Convergència Democràtica de Catalunya després de ser escollida amb el 91’17% dels sufragis dels delegats, reunits a Reus en el 16è Congrés del partit. Actualment és la màxima responsable de les Sectorials de CDC.
El 12 de febrer de 2013 tornà al Parlament de Catalunya per substituir en el seu escó Neus Munté i Fernández. La seva tasca parlamentària s'ha centrat sobretot en l'àmbit de l'economia, en àmbits relatius al dèficit públic de la Generalitat o al dèficit fiscal que pateix Catalunya respecte a la resta de l'Estat espanyol. És membre de la comissió d'Economia, Finances i Pressupost; de la comissió de la Corporació Catalana de Mitjans Audiovisuals; de la comissió de la Sindicatura de Comptes i de la comissió d'Interior, de la qual és Vicepresidenta. A les eleccions al Parlament de Catalunya de 2015 fou escollida diputada dins les llistes de Junts pel Sí. El 2017 va anar a les llistes de Junts per Catalunya per Barcelona a les Eleccions al Parlament de Catalunya de 2017. El març de 2018 fou escollida portaveu del Partit Demòcrata Europeu Català. El 14 de setembre de 2018 va anunciar amb una carta que deixava el partit i abandonava la política.
Professionalment, és treballadora del sector financer. És membre de la Jove Cambra d'Igualada, on ha format part de la Junta Local i de la Junta Nacional a la Federació Catalana de Joves Cambres. Senadora de la Junior Chamber International. També és sòcia de l'Antic Gremi de Traginers d'Igualada, i de la Creu Roja.